# 前500年
| 千纪： | 前1千纪 |
| 世纪： | 前6世纪 \| 前5世纪 \| 前4世纪 |
| 年代： | 前530年代 \| 前520年代 \| 前510年代 \| 前500年代 \| 前490年代 \| 前480年代 \| 前470年代 |
| 年份： | 前505年 \| 前504年 \| 前503年 \| 前502年 \| 前501年 \| 前500年 \| 前499年 \| 前498年 \| 前497年 \| 前496年 \| 前495年                                                                                     |
| 纪年： | 周敬王二十年 魯定公十年 齊景公四十八年 晉定公十二年 秦惠公元年 宋景公十七年 楚昭王十六年 卫灵公三十五年 陳湣公二年 蔡昭侯十九年 曹伯阳二年 郑声公元年 燕简公五年 吴王阖闾十五年 杞僖公六年 越王允常十一年 |

## 大事紀
- 魯定公10年，孔子由中都宰升司空，由司空升大司寇，攝相事。
- 魯定公與齊景公會於夾谷（今山東萊蕪縣南），齊欲劫持定公，孔子以禮樂斥之，齊君敬懼，遂定盟約，並將侵佔的鄆、讙、龜陰等地歸還魯國，以謝過。
- 趙簡子親自經營晉陽，與同族趙午聯合攻打衛國，衛國進奉五百家雙方言和，安置在邯鄲，不久之後趙簡子和趙午二人便圍繞著邯鄲展開了一場激烈爭奪，是為趙氏邯鄲之爭。
- 世界人口達1億。[1]
- 凱爾特人建立維也納。

## 逝世
- 畢達格拉斯
- 晏嬰